# Bactrocera ustulata
Bactrocera ustulata är en tvåvingeart som beskrevs av Drew 1989. Bactrocera ustulata ingår i släktet Bactrocera och familjen borrflugor. Inga underarter finns listade.